# George K. Hollister
Pour les articles homonymes, voir Hollister.
George K. Hollister, né le 7 mars 1873 à New York (État de New York) et mort le 28 mars 1952 à Los Angeles (Californie), est un directeur de la photographie américain.

## Biographie
En 1905, George K. Hollister épouse Alice Berger qui devient actrice du muet sous le nom d'Alice Hollister, intégrant comme son mari vers la fin des années 1900 la Kalem Company, dont les membres sont surnommés « The Kalemites ».
Devenu en ce studio le chef opérateur attitré du réalisateur Sidney Olcott, George K. Hollister dirige ainsi les prises de vues de la plupart de ses films (dont des courts métrages), depuis The Lad from Old Ireland et The Little Spreewald Maiden (tous deux sortis en 1910, avec le réalisateur et Gene Gauntier) jusqu'à The Belgian (1918, avec Valentine Grant et Sally Crute). Mentionnons également — toujours réalisés par Sidney Olcott — Un patriote irlandais (avec Gene Gauntier et Robert G. Vignola), De la crèche à la croix (avec Gene Gauntier, Jack J. Clark et Alice Hollister) et Sa mère (avec Jack J. Clark et J. P. McGowan), tous trois sortis en 1912.
Certains films de Sidney Olcott étant réalisés en Europe (ex. : Irlande), en Afrique du Nord (ex. : Égypte) et au Moyen-Orient (ex. : Jérusalem), de nombreux documentaires sont également tournés par le tandem Olcott-Hollister lors de ces déplacements, dont Among the Irish Fisher Folk (1911), The Kalemites Visit Gibraltar (1912), Les Bords du Nil (1912) et Un jour à Jérusalem (1912).
Parmi les autres réalisateurs avec lesquels il collabore, citons Robert G. Vignola (The Vampire, 1913, avec Alice Hollister et Harry F. Millarde) et Sa grande aventure d'Alice Guy (produit par Pathé Exchange, 1918, avec Bessie Love et Flora Finch).
Ses deux derniers films comme directeur de la photographie, réalisés par J. P. McGowan et sortis en 1929, sont les westerns muets Wyoming Tornado (en) (avec Art Acord et Peggy Montgomery et Bad Men's Money (en) (avec Yakima Canutt et Peggy Montgomery).
Quasiment retiré ensuite, George K. Hollister collabore encore (comme cadreur non crédité) à La Chose d'un autre monde de Christian Nyby et Howard Hawks, sorti en 1951. Il meurt l'année suivante (1952) à 79 ans, laissant veuve Alice Hollister (morte en 1973). Tous deux sont inhumés au Forest Lawn Memorial Park de Glendale (Californie).

## Filmographie partielle
(comme directeur de la photographie, sauf mention contraire ou complémentaire)

### Réalisations deSidney Olcott

#### Films
- 1910 : The Lad from Old Ireland
- 1910 : The Little Spreewald Maiden
- 1911 : Tangled Lives
- 1911 : The Irish Honeymoon
- 1911 : The Fiddle's Requiem
- 1911 : The Carnival
- 1911 : When the Dead Return

The Vagabonds (1912), avec Alice Hollister,
Sidney Olcott, Gene Gauntier et Jack J. Clark

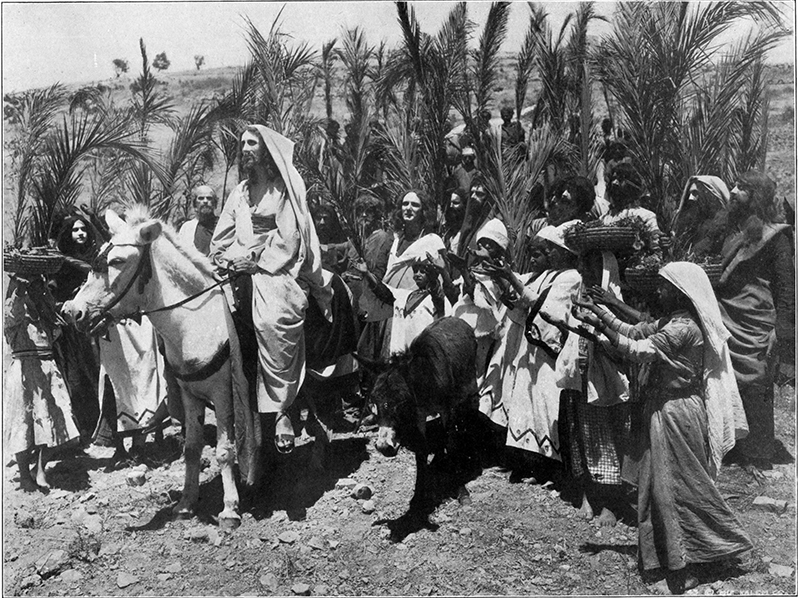
De la crèche à la croix (1912),
avec Robert Henderson Bland

- 1911 : La Forteresse roulante ou l'Attaque du train 62 (The Railroad Raiders of '62)
- 1911 : In Blossom Time
- 1911 : The Romance of a Dixie Belle
- 1911 : Special Messenger
- 1911 : Rory O'Mores
- 1911 : Losing to Win
- 1911 : La Colleen Bawn (The Colleen Bawn)
- 1911 : The Fishermaid of Ballydavid
- 1911 : Un patriote irlandais (Arrah-na-Pogue)
- 1912 : O'Neill
- 1912 : Driving Home the Cows
- 1912 : Sa mère (His Mother)
- 1912 : The Vagabonds
- 1912 : Far from Erin's Isle
- 1912 : You Remember Ellen (+ acteur : le seigneur de Rosna Hall)
- 1912 : The Fighting Dervishes of the Desert
- 1912 : Missionaries in Darkest Africa
- 1912 : An Arabian Tragedy
- 1912 : Captured by Bedouins
- 1912 : Une tragédie du désert (Tragedy of the Desert)
- 1912 : Winning a Widow
- 1912 : A Prisoner of the Harem
- 1912 : Down Through the Ages
- 1912 : The Poacher's Pardon
- 1912 : De la crèche à la croix (From the Manger to the Cross)
- 1912 : The Kerry Gow
- 1912 : The Mayor from Ireland
- 1912 : Ireland, the Oppressed
- 1912 : The Shaughraun
- 1913 : The Wives of Jamestown
- 1918 : The Belgian

#### Documentaires
- 1911 : Among the Irish Fisher Folk

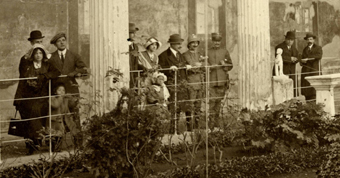
« The Kalemites » dans American Tourists Abroad (1912)

- 1911 : The Franciscan Friars of Killarney
- 1912 : The O'Kalems Visit to Killarney
- 1912 : A Visit to Madeira
- 1912 : The Kalemites Visit Gibraltar
- 1912 : Along the Mediterranean
- 1912 : The Potters of the Nile
- 1912 : American Tourists Abroad
- 1912 : Egypt the Mysterious
- 1912 : Egypt as It Was in the Time of Moses
- 1912 : Luxor Egypt
- 1912 : Making Photoplay in Egypt
- 1912 : A Pet of the Cairo Zoo
- 1912 : Les Sports en Égypte (Egyptian Sports)
- 1912 : Un jour à Jérusalem (Easter Celebration at Jerusalem)
- 1912 : Palestine
- 1912 : From Jerusalem to the Dead Sea
- 1912 : The Ancient Port of Jaffa
- 1912 : Les Bords du Nil (Along the River Nile)
- 1912 : Ancient Temples of Egypt
- 1912 : Conway, the Kerry Dancer

### Autres réalisateurs

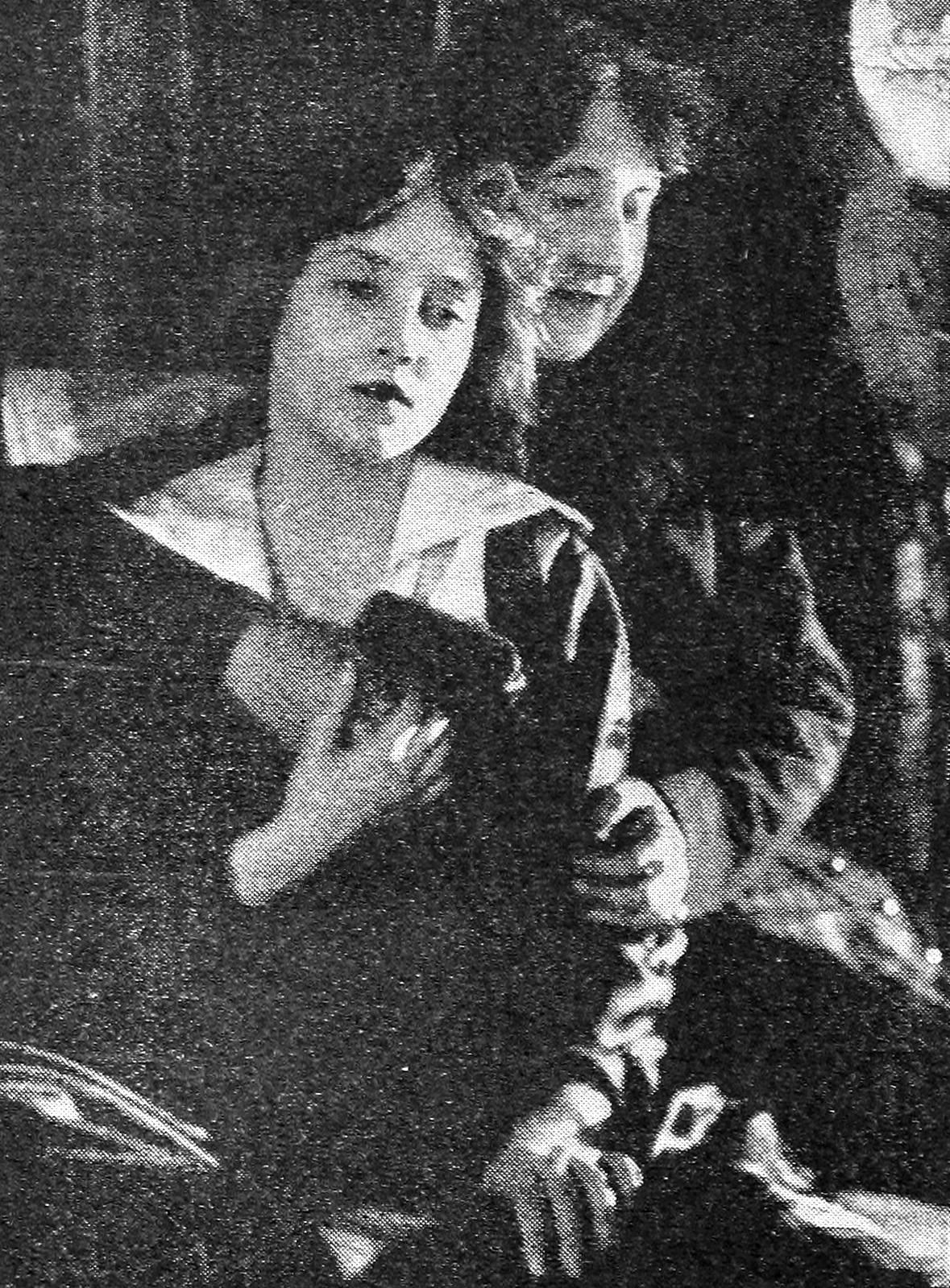
Sa grande aventure (1918), avec Bessie Love et Flora Finch (derrière)

- 1913 : The Fighting Chaplain de Kenean Buel
- 1913 : The Vampire de Robert G. Vignola
- 1918 : The Silent Woman d'Herbert Blaché
- 1918 : Les Tares sociales (The Fringe of Society) de Robert Ellis
- 1918 : To Hell with the Kaiser! de George Irving
- 1918 : Sa grande aventure (The Great Adventure) d'Alice Guy
- 1919 : The Great Victory (en) d'Henry Otto
- 1919 : The Divorcee (en) d'Herbert Blaché
- 1920 : Someone in the House de John Ince
- 1929 : Wyoming Tornado (en) de J. P. McGowan
- 1929 : Bad Men's Money (en) de J. P. McGowan
- 1929 : L'Île des navires perdus (The Isle of Lost Ships) d'Irvin Willat (assistant du directeur de la photographie)
- 1951 : La Chose d'un autre monde (The Thing from Another World) de Christian Nyby et Howard Hawks (cadreur)